# Chasechemui
Chasechemui (eigentlich vollständig: Hor-cha-sechemui) war der Horusname des letzten altägyptischen Königs (Pharaos) der 2. Dynastie (Frühdynastische Zeit), der bis um 2740 v. Chr. regierte.
Die Reichseinigung von Ober- und Unterägypten unter Chasechemui nach einer Periode politischer Unruhen, die Ähnlichkeiten zu Narmer und Skorpion II. aufwies, legte erneut die Basis für eine über 500 Jahre währende stabile Periode des Alten Reichs. Die Regierungszeit des Chasechemui ist daher für die Ägyptologie von besonderem Interesse.

## Belege
Chasechem oder später Chasechemui ist gut bezeugt. Viele bekannte Objekte stammen aus Hierakonpolis. Darunter befindet sich ein Türflügel aus Granit, der sich im Tempelbezirk der Stadt fand. Es fanden sich drei Steingefäße mit einer identischen Siegesinschrift und zwei Statuen mit weiteren Siegesinschriften auf dem Sockel. Weiterhin gibt es das Fragment einer Stele.
Der Herrscher besaß ein monumentales Grab in Abydos, wo sich auch eine Umfriedung des Herrschers fand. Eine zweite Umfriedung des Herrschers steht heute noch in Hierakonpolis und kann dem Herrscher aufgrund von beschrifteten, steinernen Türfragmenten zugeordnet werden. Daneben erscheint sein Name auf einem Gefäßfragment aus Byblos, ein Block mit seinem Namen stammt aus Elkab. Weitere Namensinschriften des Herrschers fanden sich in einem Privatgrab in Sakkara und in der Djoserpyramide. Mehrere Regierungsjahre des Herrschers sind auf dem Palermostein erhalten.

## Name und Identität

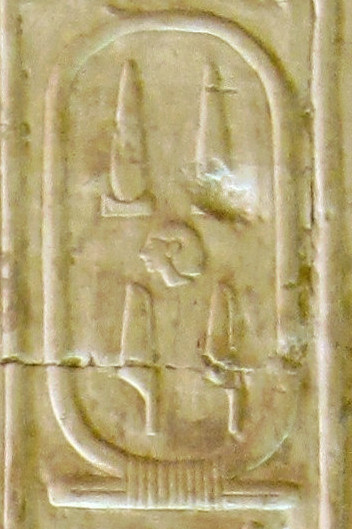
Kartusche Nr. 14 der Königsliste von Abydos mit dem Namen „Djadjai“

Von „Hor-cha-sechemui“ sind auffällig viele Namensvarianten bekannt, von denen die meisten Namen in einem Serech geschrieben wurden: Der symbolischen Palastfassade, auf der der Horusfalke thront. Es gibt zwei Hauptversionen des Namens: „Cha-sechem“ und „Cha-sechemui“. Es wird vermutet, dass er vor seinem Sieg über Unterägypten noch den Namen „Cha-sechem“ trug, den er nach der Unterwerfung auf „Hor-cha-sechemui“ erweiterte. Als „Hor-cha-sechem“ ist er in der Tat nur in Oberägypten, in Hierakonpolis bezeugt. Die Hintergründe der Ergänzung des Horusnamens sind beispielsweise im Eintrag des 14. Jahres nach der Unterwerfung Unterägyptens dokumentiert, der die alte Vorstellung der Könige widerspiegelte, dass sie im Alten Reich noch für die Landesteile von Ober- und Unterägypten zwei getrennte Königstitulaturen führten und symbolisch durch das Vereinigungsfest bis zum Tod des Königs die Legitimation zur Oberherrschaft über das gesamte Land erhielten.
Am ungewöhnlichsten aber ist der sogenannte „Friedensname“ (Horus-Seth-Name) des Chasechemui: Chasechemui-Netjeruhetepimef („Erscheinen der beiden Mächte, indem die Ahnen in ihm ruhen“). Dieser Name wurde als programmatisches Epitheton im Serech dem eigentlichen Horusnamen beigefügt. Allerdings wird der Friedensname nicht, wie gewöhnlich, von einem einzelnen Horusfalken eingeleitet, sondern die Götter Horus und Seth thronen bei der verlängerten Namensversion gemeinsam auf der Palastfassade und scheinen dabei einander zu „küssen“. Diese Art der Namenspräsentation sollte Chasechemui als großen Reichseiniger feiern und ihn mit jenen Ahnenherrschern verbinden, die dereinst über ein geeintes Reich regiert hatten.
Ein weiterer Name, der Gegenstand intensiver Forschungen ist, taucht im Turiner Königspapyrus und in der Königsliste von Sakkara auf. Gemeint ist der Kartuschenname Bebeti. Führende Ägyptologen sind sich sicher, dass dieser Name eine Fehlinterpretation ramessidischer Schreiber ist, die den ursprünglichen Namen des Chasechemui zu ermitteln versuchten. Ähnlich dürfte es sich auch mit dem Kartuschennamen Djadjai aus der Königsliste von Abydos zugetragen haben.
Laut dem Ägyptologen Wolfgang Helck könnte Chasechemuis Eigenname Besch gelautet haben, da dieser Name auf mehreren Gefäßen aus Brekzie erscheint, wo er in einem Schen-Ring, dem Vorläufer zur späteren Königskartusche, erscheint. Andere Ägyptologen wie z. B. Walter Bryan Emery widersprechen dem entschieden, da das Wort „Besch“ eigentlich „Rebell“ oder „Aufrührer“ bedeutet und sich wahrscheinlich eher auf die besiegten Fürstentümer bezieht.

## Herkunft und Familie
Über die Vaterschaft des Chasechemui kann nur spekuliert werden. Eine Verwandtschaft zu seinen Vorgängern Peribsen und Sechemib ist nach Wolfgang Helck sehr wahrscheinlich, da Peribsen und Chasechemui sich bei der Wahl ihres Bestattungsortes wieder dem Königsfriedhof von Abydos zuwendeten und augenscheinlich auch kein Zweitgrab in Sakkara besaßen. Daher ist eine gemeinsame Herkunft der beiden Herrscher Peribsen und Chasechemui aus dem abydenischen Fürstentum von Kom Ombo anzunehmen.
Eine veraltete These besagt, Chasechemui sei mit Peribsen identisch gewesen. Dagegen spricht jedoch, dass beide Herrscher ihre eigenen Gräber in Abydos anlegten. Auch bauten beide ihre eigenen Forts und Tempelanlagen.
Chasechemui war verheiratet mit der Königin Nimaat-Hapi, die eventuell aus Unterägypten stammte. Ihr Name nennt den in Memphis verehrten Apis (Hapi). Sie war die Mutter des Thronfolgers Djoser. Es ist wahrscheinlich, dass Chasechemui noch weitere Söhne hatte, doch sind sich die Ägyptologen über deren Identitäten uneinig.

## Regierungszeit
| El-Kab |

| (Gebeilein) |

| Hierakonpolis |

| Sakkara |

| Umm el-Qaab |

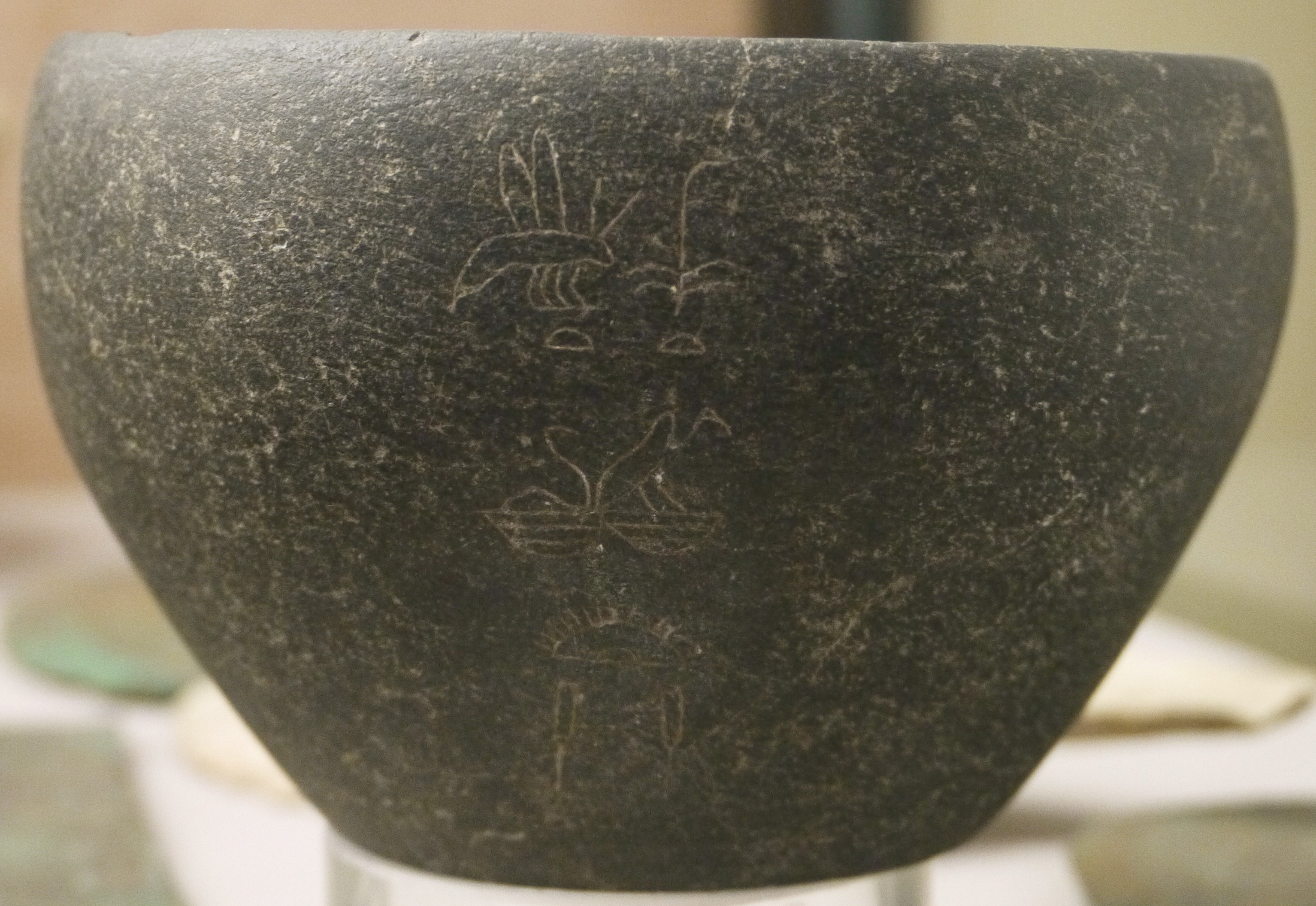
Steinvase mit dem Thronnamen des Chasechemui

Der Friedensname des Chasechemui ließ früher viele Ägyptologen annehmen, dass Chasechemui gegen seinen Vorgänger Peribsen aufgrund von dessen Hinwendung zu Seth kämpfte und ihn bezwang. Diese These wurde scheinbar durch Inschriften auf den beiden Steinstatuen untermauert, die von großen Unruhen und Kriegen berichten. Heute wird diese These nicht mehr vertreten: Gegen einen Kampf zwischen Peribsen und Chasechemui spricht zum einen, dass beider Herrscher Grabanlagen in Abydos unmittelbar nebeneinander angelegt wurden und zum anderen Peribsen von Chasechemuis Vorgänger, König Sechemib, bestattet worden war, bevor Chasechemui selbst an die Macht kommen konnte.
Die bereits erwähnten Inschriften auf Statuen und Gefäßen berichten zudem, dass es zum Zeitpunkt der Machtergreifung Chasechemuis zu heftigen Bürgerkriegen im unterägyptischen Nildelta kam, und nur dort. Die Ägyptologen Nicolas Grimal und Jochem Kahl vermuten, dass die unterägyptischen Fürsten sich weigerten, Chasechemuis Pläne zur Wiedervereinigung zu akzeptieren und zu unterstützen, da sie ihre mit der Reichsteilung unter Ninetjer gewonnene Unabhängigkeit nicht ohne Weiteres wieder aufgeben wollten. Chasechemui aber muss auf seinen politischen Plänen bestanden haben. Um seine Ziele durchzusetzen, ging Chasechemui militärisch gegen die unterägyptischen Fürsten vor und triumphierte.
Nach Chasechemuis Unterwerfung Unterägyptens stiftete er in der damaligen Hauptstadt Hierakonpolis für die „Himmels- und Kronengöttin“ von Nechen, Nechbet, mehrere Siegesdenkmäler. Er bezog sich bei diesen Stiftungen auf die Tradition der früheren Könige Skorpion II. sowie Narmer. Die „Reichseinigung“ soll nach den Inschriften des Chaechemui die Göttin Nechbet vollzogen haben, weshalb Chasechemui an die alten Traditionen anknüpfte und damit verbunden das Vereinigungsfest feierte.
In einer Beischrift gab Chasechemui dem Unterwerfungsjahr den Namen „Jahr des Kampfes und des Schlagens Unterägyptens“. Zusätzlich nannte er „47.209 erschlagene Rebellen“, die er während seiner Feldzüge getötet hatte. Auf dem Palermostein sind zumindest in Spalte 4 die sieben letzten Jahre des Herrschers erhalten. Unter der Annahme, dass die Viehzählungen alle zwei Jahre sowie das Sokar-Fest in Verbindung mit den Tributeingängen alle sechs Jahre stattfanden, konnte die Regierungsjahrchronik rekonstruiert werden.
Memphis musste daher mindestens bis in das 18. Jahr seit der Unterwerfung Unterägyptens Tribut zahlen. Die – vermutlich erzwungene – Heirat mit der unterägyptischen Prinzessin Nimaathapi besiegelte Chasechemuis Triumph. Aus Hierakonpolis, wo auch die Sitzstatuen gefunden wurden, stammen mehrere Relieffragmente, die Chasechemui bei der Begehung des Sedfestes zeigen.
Da Sedfeste auch in Verbindung mit dem Vereinigungsfest bekannt sind, lässt sich aus den Sedfestdarstellungen nicht automatisch eine dreißigjährige Regierungsdauer ableiten. Eine wichtige Quelle zu seiner Regierungszeit stellt der Palermostein (das Fragment eines Annalensteines) dar. Sieben Jahre sind dort erhalten. Die Einträge lauten:
| Jahr             | Ereignisse |
| ---------------- | --- |
| 13. Jahr (x + 1) | Horusgeleit; 6. Mal der Zählung |
| 14. Jahr (x + 2) | Erscheinen des Königs von Oberägypten, Erscheinen des Königs von Unterägypten; Errichten in Stein von Men-netjeret („Die Göttin überdauert“) |
| 15. Jahr (x + 3) | Horusgeleit; 7. Mal der Zählung |
| 16. Jahr (x + 4) | Erschaffen einer Statue Hoch ist Chasechemui aus Kupfer (?)                                                                                  |
| 17. Jahr (x + 5) | Horusgeleit; 8. Mal der Zählung, von Gold und den Feldern                                                                                    |
| 18. Jahr (x + 6) | 4. Mal des Bringens der Mauern von Dua-Djefa (Tribut); Schiffbau                                                                             |
| 19. Jahr (x + 7) | Todestag: 23. oder 25. Achet II |

Trotz der Angaben auf dem Stein ist unsicher, wie lange Chasechemui tatsächlich regiert hat. Seine Regierungszeit als oberägyptischer König Hor-Chasechem ist nur für das Jahr vor der Unterwerfung Unterägyptens belegt. Unter Hinzurechnung der Viehzählungen ergibt sich eine Gesamtregentschaft von mindestens 20 Jahren; der Turiner Königspapyrus bescheinigt ihm 27 Jahre, 2 Monate und 1 Tag. Außerdem soll er etwas über 40 Jahre alt geworden sein.

## Grabanlage

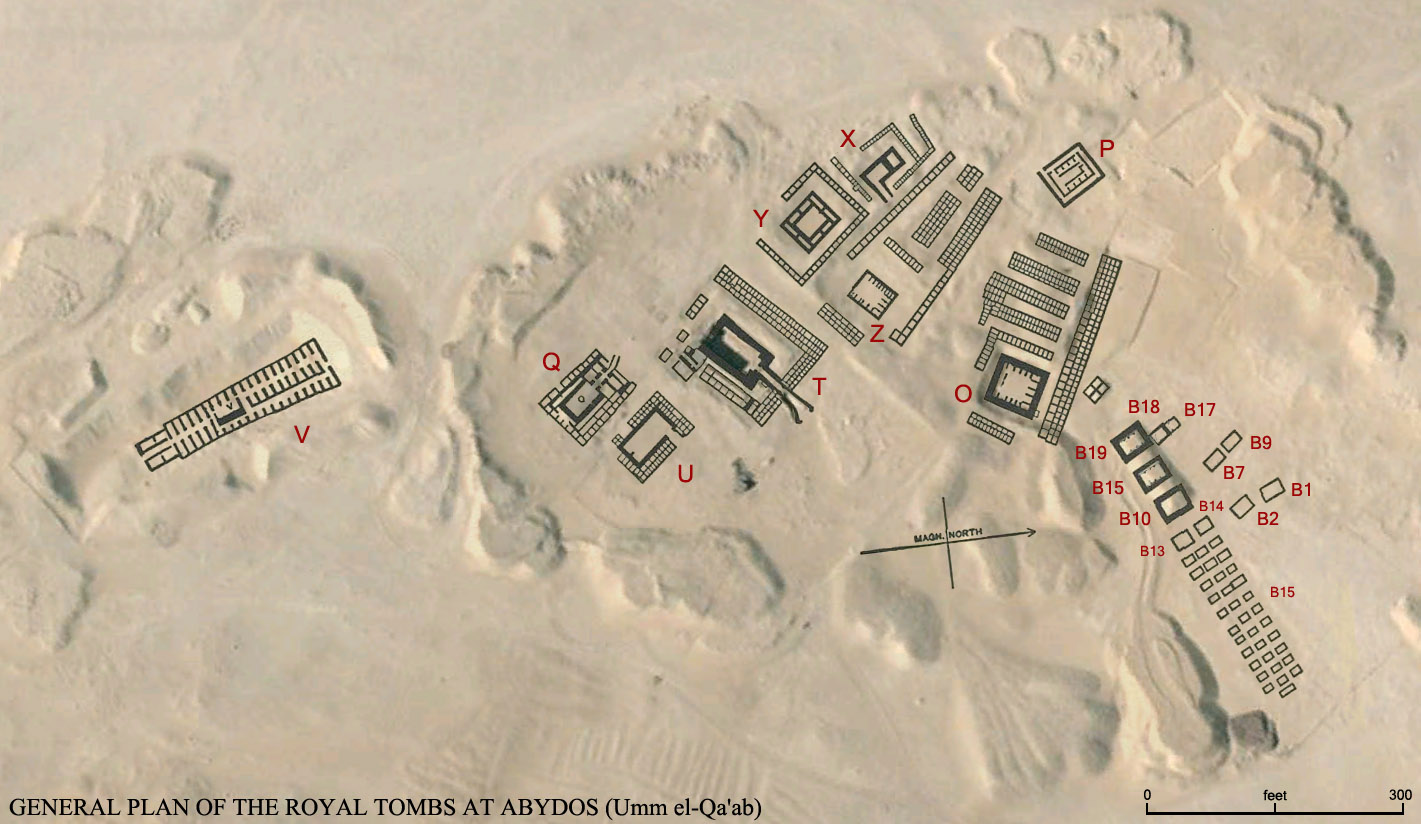
Die Nekropole von Umm el-Qaab mit dem Grab des Chasechemui (V)

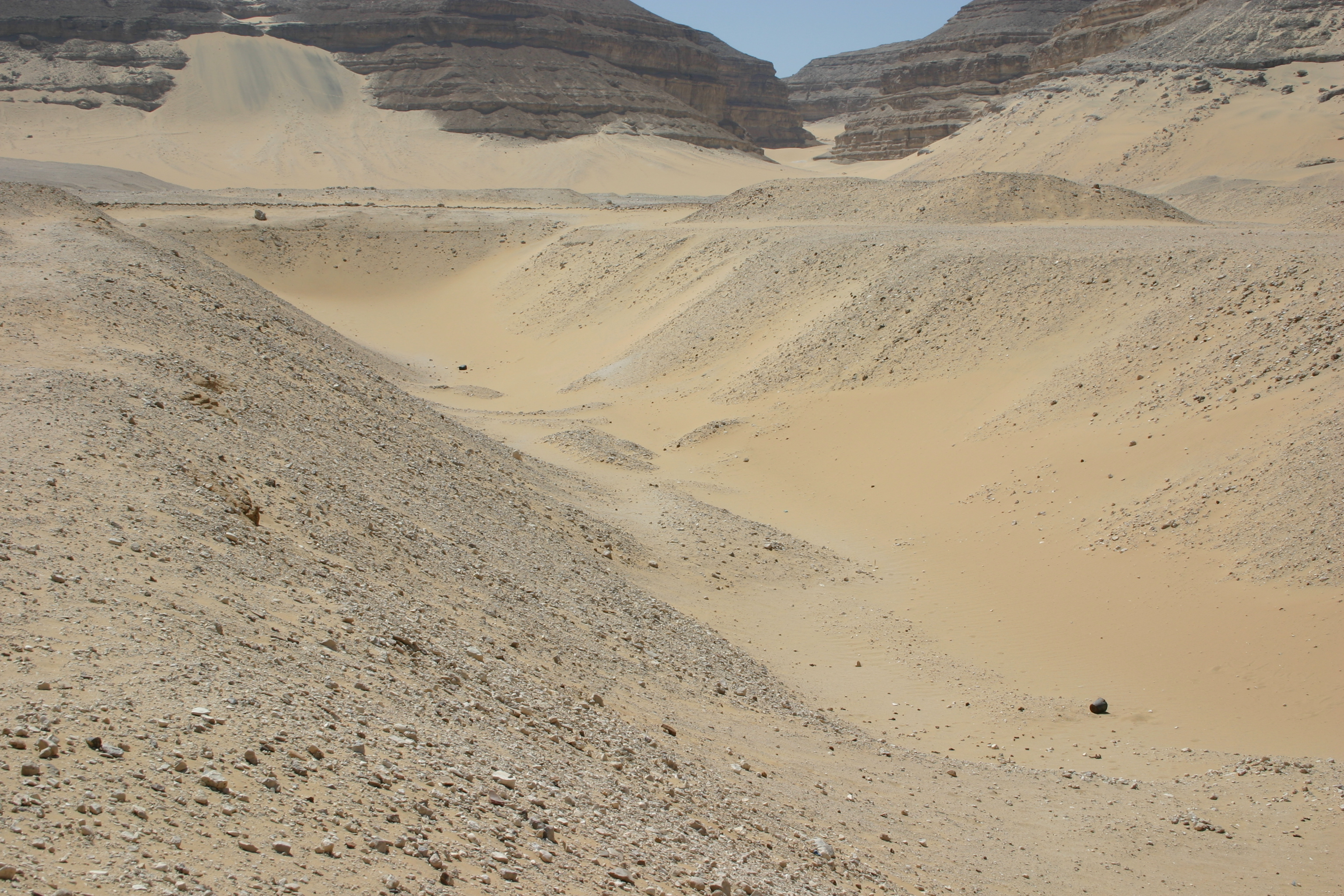
Das Grab des Chasechemui in seinem heutigen Zustand

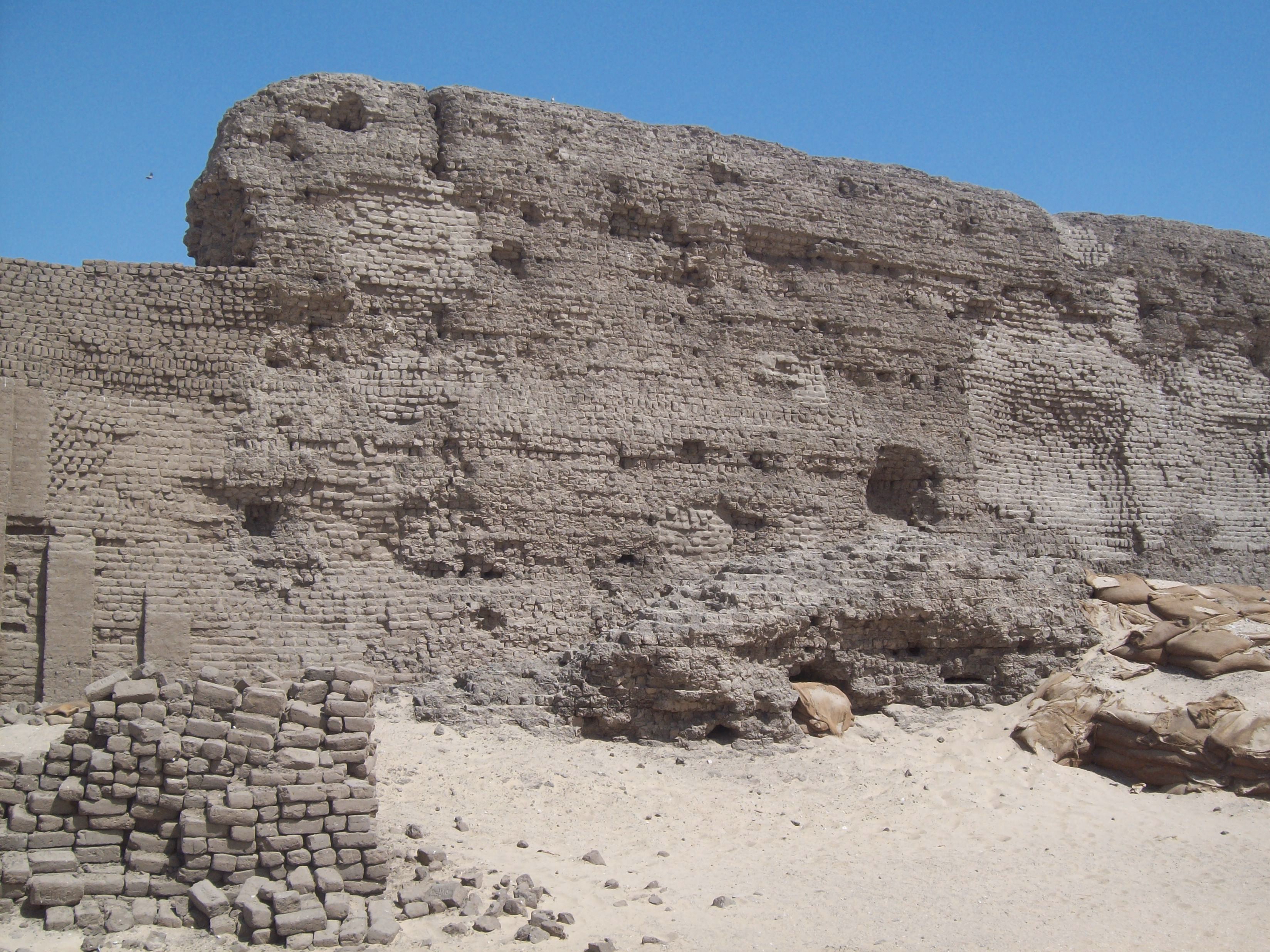
Der Talbezirk des Chasechemui (Schunet el-Zebib) in Abydos

Bei Abydos findet sich das Grab des Herrschers (Tomb V) in Umm el-Qaab. Sein Talbezirk befindet sich näher am Fruchtrand und wird heute von den Einheimischen Shunet El-Zebib (dt. „Rosinenscheune“) genannt. Die 5,35 m dicke Hauptmauer des Talbezirkes misst außen 123 m × 64 m und ist umgeben von einer zweiten, dünnen Außenmauer. An drei Seiten ist die Hauptmauer durch einfache Nischen gegliedert, nur zum Nil hin wird je eine mehrstufige Nische von je einer Dreiergruppe einfacher Nischen begleitet. Die Mauerfronten sind durch Türöffnungen durchbrochen. Nahe der östlichen Ecke stand ein kleines, 18,3 m × 15,5 m großes Gebäude. Möglicherweise ist diese Anlage der Vorläufer eines Grabtempelkomplexes, wie ihn (sein Sohn?) Djoser in der 3. Dynastie mit dem Djoser-Pyramidenkomplex errichtet hat. Im Inneren besteht der Bau aus kleinen Kammern mit verwinkelten Zugängen.
Das Grab selbst befindet sich in einer Grube von 69 m × 12,2 m mit 54 Vorratskammern. Die Grabkammer im Zentrum ist 1,98 m tief; Wände und Boden sind mit Kalksteinquadern verkleidet. Ergänzend verweist Günter Dreyer auf Siegelabdrücke des Sechemib aus dem Grab von Chasechemui, die nördlich der Grabkammer in Umm el-Qaab in den Räumen 31 bis 33 gefunden wurden. Auf den Siegeln ist der Name Sechem[…]-Peren-[....] in Bruchstücken erhalten, der sich problemlos zu Sechemib-perien-maat ergänzen lässt.
Rainer Stadelmann vermutet in den Westmassiven des Djoser-Komplexes in Sakkara ein unterägyptisches Zweitgrab des Chasechemui, das von seinem Nachfolger usurpiert wurde. Diese Ansicht ist nicht allgemein akzeptiert, da Grabusurpationen im Alten Reich so bislang nicht sicher nachgewiesen sind. Die steinerne Einfriedung Gisr el-Mudir in Sakkara wird von einigen Forschern ebenfalls Chasechemui zugeschrieben, da zum einen die Datierung auf Ende der 2. Dynastie stimmig ist und zum anderen ein Steinbauwerk Chasechemuis namens Men-Netjeret auf dem Palermo-Stein belegt ist. Eine archäologische Bestätigung dieser Zuordnung steht allerdings noch aus.
Die südöstlichen Mauern der Kammern V 56/58 wurden während des Mittleren Reiches nach Freilegung vollständig abgebaut. Der Eingangsbereich erfuhr jedoch während des Mittleren Reiches eine erneute Bebauung mit Ziegeln, da sich der noch bestehende Kultbetrieb offenbar auf die nördlichsten Kammern des Grabes beschränkte. Grabungsberichte ergaben außerdem, dass der Korridor zwischen den Kammern V 55/57 und V 56/58 überdacht gewesen sein musste. Zwischenzeitlich war die Anlage das Ziel von Grabräubern, die vermutlich durch die Ostwand von Kammer V 56 einstiegen.
Der Korridor war zunächst nach Süden hin leicht, dann zwischen den Eingangswangen von V 57/58 stärker ansteigend und ging schließlich allem Anschein nach in eine etwa 28 m lange Rampe über, die bis zum Grabgrubenrand führte. Daneben wurde eine Scheintür als Ausgang zur Unterwelt entdeckt, der auch schon in Grabanlagen der 1. Dynastie vorhanden war. Im Ausgangsbereich der Rampe standen auf dem Wüstenboden zahlreiche Opferschalen. Aufgrund dieses Befundes muss auch in der Spätzeit der Grabausgang sichtbar gewesen sein. Die auffällige Ausdehnung der Grabanlage nach Süden lässt vermuten, dass das Grab zunächst weiter nach Süden verlängert werden sollte. Beim Tod des Königs konnte die Anlage aus Zeitmangel wohl nicht mehr wie beabsichtigt erweitert werden, weshalb nur die südlichen vier schmalen Kammern V 52-56 angebaut wurden.
Chasechemuis Grab wurde möglicherweise aus Sicherheitsgründen in einer Grube errichtet: Der weiche Untergrund der Umgebung von Abydos bot nicht denselben Schutz vor heimlichen Grabungen durch Räuber, wie zum Beispiel der Felsuntergrund in Saqqara, wo Chasechemuis Vorgänger Hetepsechemui, Nebre und Ninetjer ruhten. Sehr wahrscheinlich war die Begräbnisgrube von Tomb V nach Fertigstellung komplett mit Sand und Schutt gefüllt worden, um es vor neugierigen Blicken zu schützen und den Eingang optisch zu verbergen. Die Haupt-Grabkammer war ursprünglich komplett zugemauert - eine weitere Sicherheitsmaßnahme. Eine ähnliche Vorgehensweise lässt sich am Grubengrab seines Vorgängers Peribsen beobachten, das sich in unmittelbarer Nähe befindet.

## Besondere Funde

### Statuen
Aus Hierakonpolis stammen zwei Sitzstatuen aus Diorit und poliertem Sandstein. Auf ihren Sockeln wird die Rebellion im Nildelta geschildert. Der Fund zweier Stelen aus poliertem Sandstein stammt ebenfalls aus Hierakonpolis. Auf ihnen ist der Serech des Pharao zu sehen, der hier jedoch Seth- und Horusname gemeinsam präsentiert. Auf dem Serech sind Horus und Seth in küssender Pose dargestellt. Damit wollte Chasechemui die Gleichberechtigung der Götter Horus und Seth aufzeigen und eine endgültige Einigung von Ober- und Unterägypten erreichen.

### Gefäße
Im Grab des Chasechemui fanden sich noch relativ viele Grabbeigaben, darunter Gefäße aus Brekzie und Sandstein, deren Ränder mit Gold überzogen waren. Die Verwendung von Gold als Verzierung für Grabbeigaben ist unter Chasechemui zum ersten Mal archäologisch nachweisbar. Besonders bemerkenswert aber sind einige Bronzegefäße aus Chasechemuis Grabbezirk, die trotz ihres Alters erstaunlich gut erhalten geblieben sind. Sie stellen den Beleg für den frühen Beginn der ägyptischen Bronze-Ära dar, die bis um 1360 v. Chr. andauerte.
Ungewöhnlich ist die hohe Anzahl an Biertöpfen gegen nur ein Dutzend Weintöpfe, die bei den Vorgängern in die tausende Liter gingen und hier eine vergleichbar geringe Menge darstellten. Daneben gab es Brotformen sowie Streifenschalen, rote Opferschalen, Knickrandschalen, Opferständer, Miniaturgefäße sowie so genannte Nemset-Gefäße, die im Kult dem Ausgießen von Wasser dienten.
Daneben wurden Gefäßinschriften entdeckt, welche die Namen der hohen Beamten Maapermin und Inichnum aufweisen und aufgrund der schwarzen Tintenaufschrift in die Zeit des Vorgängerkönigs Sechemib bis König Djoser (3. Dynastie) datiert werden.

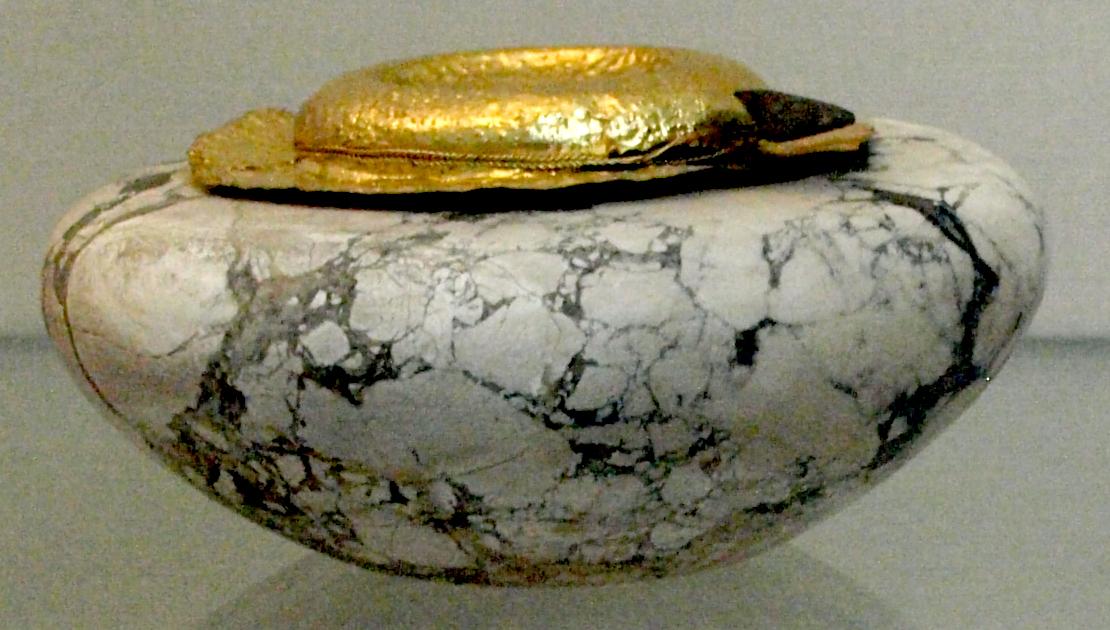
Brekzie-Gefäß
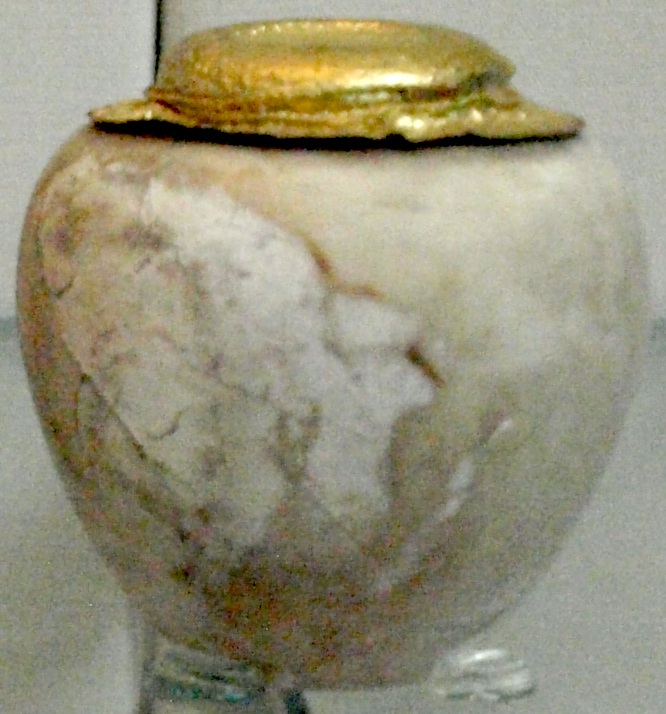
Sandstein-Gefäß
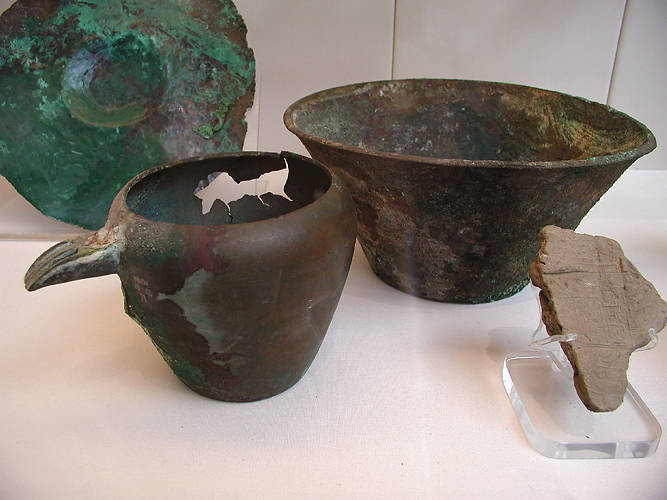
Bronzegefäße aus Chasechemuis Grabbezirk
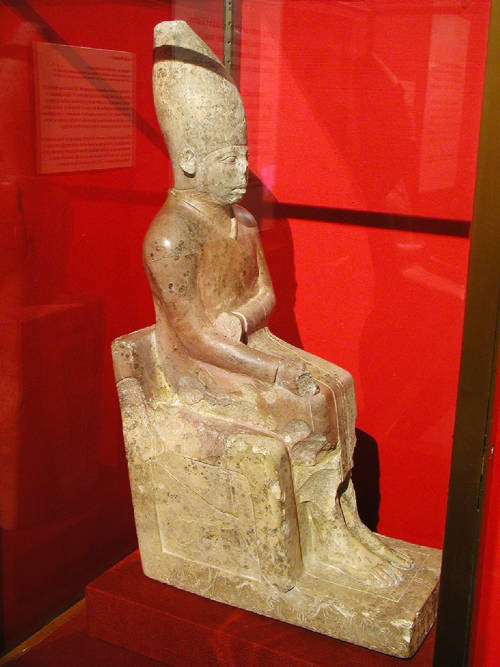
Kalkstein-Sitzstatue des Chasechemui im Ashmolean Museum in Oxford
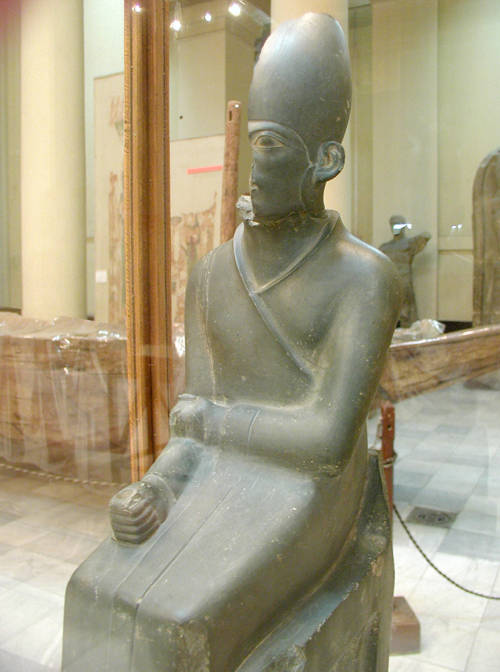
Statue des Chasechemui; Ägyptisches Museum, Kairo
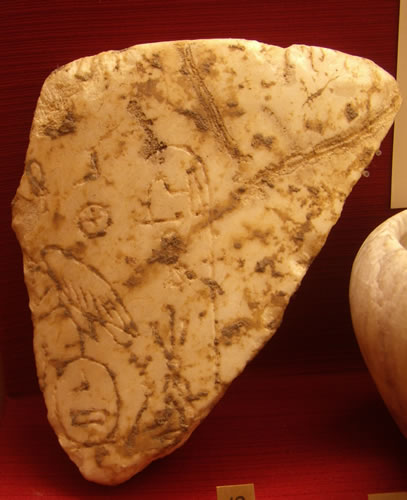
Fragment einer Steinvase mit Siegesinschrift
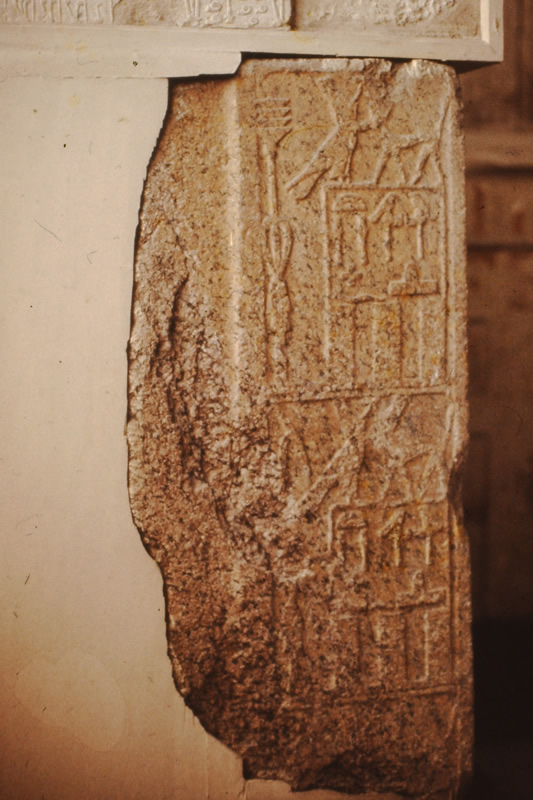
Granitblock mit Namen des Chasechemui, Hierakonpolis

## Spätere Rezeption
Auf Chasechemui folgt auf dem Palermostein wahrscheinlich Pharao Djoser, obwohl der Name des Letzteren nicht erhalten ist. In späteren Königslisten wird Nebka als Nachfolger genannt, so dass dieser lange Zeit als Nachfolger des Chasechemui angesehen wurde. Im Grab des Chasechemui in Abydos fanden sich jedoch Siegelabrollungen des Djoser, die belegen, dass Djoser das Begräbnis herrichtete und damit der Nachfolger war. Die späteren Königslisten irren offensichtlich im Falle des Nebka. Ein weiteres Fragment des Palermosteins befindet sich im Petrie-Museum zu London und konnte zwischenzeitlich dem Register von Chasechemui zugeordnet werden.
Im Mittleren oder Neuen Reich könnte möglicherweise im Tempel von Karnak eine Kult-Statue des Chasechemui aufgestellt worden sein. Gemäß Georges Legrain wurde dort im Jahr 1899 eine Statue gefunden, die vielleicht dem Andenken an diesen König gewidmet war. Eine Publikation des Fundstücks fehlt allerdings bis heute.
Es ist unsicher, ob der antike Chronist Manetho Chasechemui auch wirklich in seinen Auflistungen bedacht hat. Zwar werden die bei Manetho auftretenden Prätendenten Sesochris und Cheneres im Allgemeinen mit Chasechemui gleichgesetzt, doch ist unklar, woher Manetho seine Namensentstehung bezogen hat. Phonemische Abgleichungen ergaben bislang keinerlei Übereinstimmungen.